# 中澤正隆
中澤正隆（日语：／ Nakazawa Masataka ?，1952年9月17日—），日本物理學家，專長光子學與光通訊。現任東北大學 (日本)特聘教授、金澤大學董事（兼任）。紫綬褒章表彰。IEEE Fellow。
中澤發明了實用級摻铒光纖放大器（EDFA），帶來了高速光導纖維革命。

## 生平
1971年山梨縣立甲府南高等学校畢業，1975年金澤大學工學部畢業。1977年獲得東京工業大學（東工大）物理電子學碩士學位，1980年獲得東工大工學博士學位。
1980年，中澤加入日本電信電話公社（NTT的前身）電氣通訊實驗室。1984年‐85年擔任麻省理工學院客座研究員。1999年，他成為日本電信電話（NTT）研發研究員。

### 東北大學
2001年，中澤回到學術界，進入日本東北大學電氣通訊研究所（RIEC），2008年成為特聘教授（DP），2010年擔任RIEC所長。
2011年，中澤當選為「國立大學附設研究所中心會議」理事會會員，並成為東北大學電氣通信研究機構（ROEC）成員。

## EDFA研究
中澤於1984年首次將鉺離子引入光通訊，當時他建造了第一台工作於1.55 μm的摻鉺（Er3+）玻璃固體雷射器，將其用於光時域反射儀（OTDR）。此一創舉解決了以往的故障問題，並以130公里長的單模光纖寫下世界最長距離的紀錄。隨後，他於1987年開始研究摻鉺光纖雷射器 ，並於1989年開始研究放大器。
大衛·佩恩團隊於1987年發表了第一個EDFA，中澤使用1.48 μm InGaAsP雷射二極體（LD）來抽送鉺光纖，並於1989年報導了最高增益46.5 dB。1988年，他使用LD進行1.55μm拉曼放大。藉此，中澤發明了LD泵浦摻鉺光纖放大器（EDFA） ，使得建造緊湊、可靠、低功耗的光纖放大器成為可能。他還在1984年發表了背向拉曼放大技術（backward Raman amplification），該技術至今仍在商業應用中。
其後，中澤利用超短高斯脈衝,、光孤子、光學傅立葉變換,、和奈奎斯特脈衝對高速光傳輸技術進行了大量研究。中澤的工作涉及多個光子學領域，包括光通訊、各種光纖雷射和最高多重數為4096的正交調幅（QAM）相干傳輸。晚近，他一直專注於鎖模技術的產生各種光脈衝和具有連續可變量子密鑰分發 (QKD) 的 QAM 量子噪聲流密碼。
中澤發表了500多篇學術期刊論文，並進行了400場國際會議演講。在40年的職業生涯中，他獲得了電子情報通信学会（IEICE）頒發的5項論文獎和3個百年里程碑表彰。

## 榮譽
- 1995年：IEEE Fellow
- 2002年：IEEE Daniel E. Noble Award
- 2005年：光學學會 R·W·伍德奖
- 2006年：東麗科學技術獎
- 2006年：湯森路透引文桂冠獎
- 2010年：IEEE Quantum Electronics Award
- 2010年：紫綬褒章[24]
- 2013年：日本學士院獎[25]
- 2013年：NEC C&C獎（日语：C&C賞）
- 2014年：光學學會 Charles Hard Townes Award
- 2015年：藤原賞（日语：藤原獎）
- 2023年：日本國際獎

## 學會會員
- 光學學會會士
- IEEE光子學協會 (IEEE Photonics Society) 會員
- 日本應用物理學會會員